# Szeván-tó
A Szeván-tó (örményül Սևանա լիճ) Örményország és a Kaukázus régió legnagyobb állóvize. Eurázsia egyik legnagyobb édesvizű magashegyi (alpesi) tava, és az egyik legjelentősebb a világ magasan fekvő nagy tavai között. A tó Gegarkunik tartományban található 1900 méteres tengerszint feletti magasságban. Medencéjének teljes területe mintegy 5000 km², ami Örményország területének egyhatodát teszi ki. Magának  a tónak a területe 1242 km², térfogata 32,8 km³. 28 folyó és patak táplálja., viszont a befolyó víznek csak 10%-át vezeti le a Hrazdan folyó, a maradék 90% elpárolog, emiatt a gyakorlatban lefolyástalan (avagy belső lefolyású) tónak tekinthető.
A Szeván-tavat a szovjet időszakban az Ararát-síkság öntözésére és a vízenergia-termelésre használták ki. Ennek következtében a vízszintje  1940 és 1970 között mintegy 20 méterrel, a térfogata pedig több mint 40%-kal csökkent. Később két alagutat építettek az Örmény-felföld folyóiból származó víz elvezetésére, ami megállította a vízszintcsökkenést, és a vízszintje emelkedni kezdett. Mielőtt az emberi beavatkozás drámaian megváltoztatta a tó ökoszisztémáját, a tó felszíne 1916 méter magasan volt a tengerszint felett, 95 méter mély volt, 1416 km² területet foglalt el, és 58,5 km³ térfogatú volt. Gazdag és különleges természeti, valamint történelmi értékeinek megőrzésére hozták létre a Szeván Nemzeti Parkot.
A Van-tó és az Urmia-tó mellett egyike a történelmi Örményország három nagy tavának, melyeket örmény tengereknek is szoktak nevezni.

## Földrajza
A Szeván-tó a kelet-örményországi Gegarkunik tartományban található, nem messze az azerbajdzsáni határtól. A Szeván-medencében található tavat északon a Szeván-hegység veszi körül, amely a Kis-Kaukázus része, valamint keleten a Keleti-Szeván-hegység, délen a Vardenisz-hegység, nyugaton pedig a Gegham-hegység. A part menti síkság délkeleten akár 17 kilométer széles is lehet. Itt gabonaféléket és gyümölcsöket termesztenek. Az Artaniš és a Noratuz-félsziget délkeleten a Nagy-Szevánra, északnyugaton pedig a Kis-Szevánra osztja a tavat. A Kis-Szevánban található a Szeván-sziget, amely a 20 méteres vízszintsüllyedés miatt a 20. században félszigetté vált. A tónak 28 mellékfolyója van, köztük az Arcsicsi, a Maszrik, a Gavaraget, a Dszknaget és a Pambak folyók. Egyetlen kifolyása a Hrazdan, amely egy csatornán keresztül az Arakszba ömlik.

## Története
A Szeván-tó környéke történelmi múltra tekint vissza: a bronzkorból származó temetkezési helyeket fedeztek fel. A tónak valószínűleg az urartuiak adták a nevét. Az urartiai Ṣue (abṣue) szó tengert jelent. I. Argisti uralkodásának 5. évében (782) érte el a Szeván-tavat. Egy Lcsasenben felirat arról számol be, hogy meghódította Qihu földjét és elérte Isztikvini városát. Uralkodásának első évétől kezdve II. Szarduri több hadjáratot vezetett a Szeván-tóhoz, és meghódította a tó délkeleti partját, valamint a Vardenisz-hegységtől délre fekvő területeket. Szarduri halála után a Szeván-tó menti hódítások feltehetően ismét elvesztek. I. Rusza azzal dicsekedett, hogy 23 ország és 19 király felett aratott győzelmet „a tó túloldaláról, a szörnyű hegyekből.”
I. Rusza után az írásos feljegyzések megszakadnak. Burney feltételezi, hogy a régió visszanyerte függetlenségét, Salvini pedig urartui uralmat feltételez II. Rusza idejéig, és feltételezi, hogy ő átengedte a régiót a szkítáknak. A Szeván-tó környékéről származó szkíta leletek azonban ritkák, és egy Geghovitból származó akinaka töredékére, valamint két nyílhegyre korlátozódnak Karcsagbjurból és Acsgadszorból.
A perzsa időkben a Szeván-tó Örményország része volt. A tó völgyében, főként a termékeny déli parton, I. Artaxias korából nyolc arámi nyelvű feliratot találtak. A középkorban Cár (Airk) és Kot (Geghakuni) volt a főváros. A tó körül épült számos templom és kolostor, mint például a Szeván-kolostor és a Hajra-kolostor, a régi örmény királyi és fejedelmi családok hatalmáról tanúskodnak. A 17. század óta a medence nagyrészt elnéptelenedett. Az 1829-es edirnei béke után a bejazıti örmények telepedtek le a területen. A Szeván-tó török neve „Gökcay”, ami „égszínkék vizet” jelent. A régebbi irodalomban gyakran előfordul a török alapú Gokcha írásmód vagy a latin Lychnitis név.

## Élővilág

### Vízi élővilág
A szeváni pisztráng (Salmo ischchan) a tó endemikus faja, de súlyosan veszélyeztetett, mivel a tóba betelepítették néhány versenytársat, köztük a Ladoga-tóból származó közönséges nagy marénát (Coregonus lavaretus), az aranyhalat (Carrasius auratus) és kecskerákot (Astacus leptodactylus). Bár fennáll a veszélye, hogy a szeváni pisztráng valószínűleg kihal az eredeti élőhelyén, úgy tűnik, hogy a kirgizisztáni Iszik-kölben, ahová az 1970-es években betelepítették, továbbra is fennmaradhat.
Az antropogén hatások miatt változások történtek a tó valamennyi biológiai összetevőjében, beleértve a baktériumokat, a bentoszt és természetesen a halakat is. Így a bentosz tömege 1940-ben megtízszereződött az kevéssertéjűek és a krinomicák miatt. Ma az előbbiek uralkodnak, és felszaporítják a tó fenekén lévő oxigéndús maradványokat.
A Szeván-tóban őshonos pisztrángok közül a bojak és a téli baktak fajok már eltűntek. A nyári baktak ritkán fordul elő; a geharkuni még képes a természetes szaporodásra. Az 1980-as években a szeváni kogak mennyisége jelentősen csökkent. Ennek számos okát azonosították:
- A vízszint lecsökkent, a folyók útvonala megváltozott, és a pisztrángok (gegarkuni és Aestivalis fajok) elvesztették természetes ívóhelyeiket. A partközeli területek változásai (algásodás, makrofita növények eltűnése) szintén negatívan hatottak a pisztrángosokra. A pisztrángok csak bizonyos területeken ívnak, 25-30 méteres mélységben lévő, oxigénben gazdag felszín alatti vízben.
- A fenék dezoxidációja rendkívül káros a lazacok számára, amelyek több mint 4 mg/l oxigén-tartalmat igényelnének.
- Az elmúlt 10 évben rohamosan nőtt az orvhalászat mértéke, ami jelentősen csökkentette a tóban élő halak számát.

### Madarak
A tó és környékének madárfaunája több mint 200 fajt számlál, ebből 95 faj költ a helyszínen. A tó az örmény sirály (Larus armenicus) fontos költőhelye, mintegy 4000-5000 párral. A vonulás idején a tavat sokféle madár látogatja, köztük ragadozó madarak, mint például a hamvas rétihéja (Circus pygargus) és a pusztai sas (Aquila nipalensis), vízimadarak, mint a vörös gém (Netta rufina) és a cigányréce (Aythya nyroca), míg a téli időszakban a tó egy másik fajcsoportnak ad otthont, mint például a kis hattyú (Cygnus columbianus) és a halászsirály (Larus ichthyaetus). Néha a tavat vonuláskor a nagyon ritka kis lilik (Anser erythropus) is felkeresi.

## Galéria

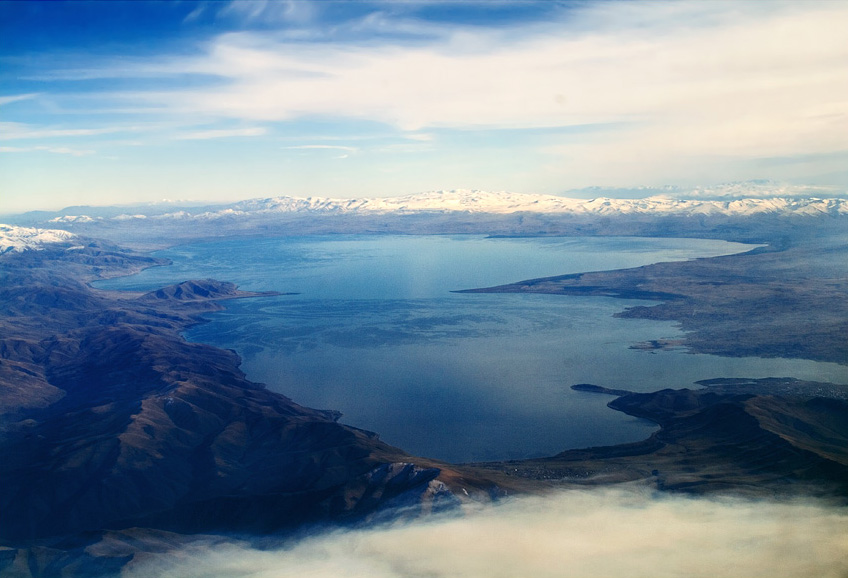
A tó látképre repülőből fényképezve
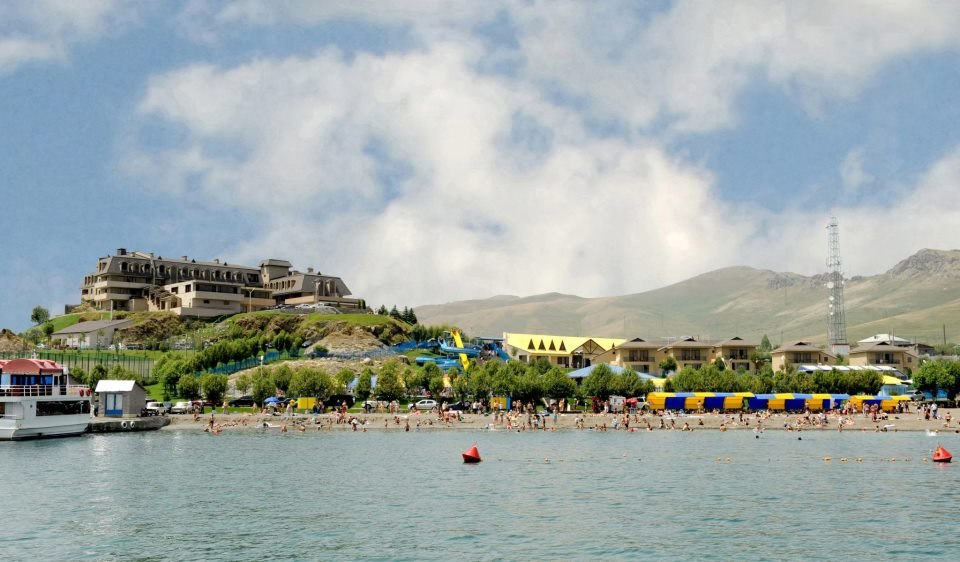
Szeván városának üdülőövezete
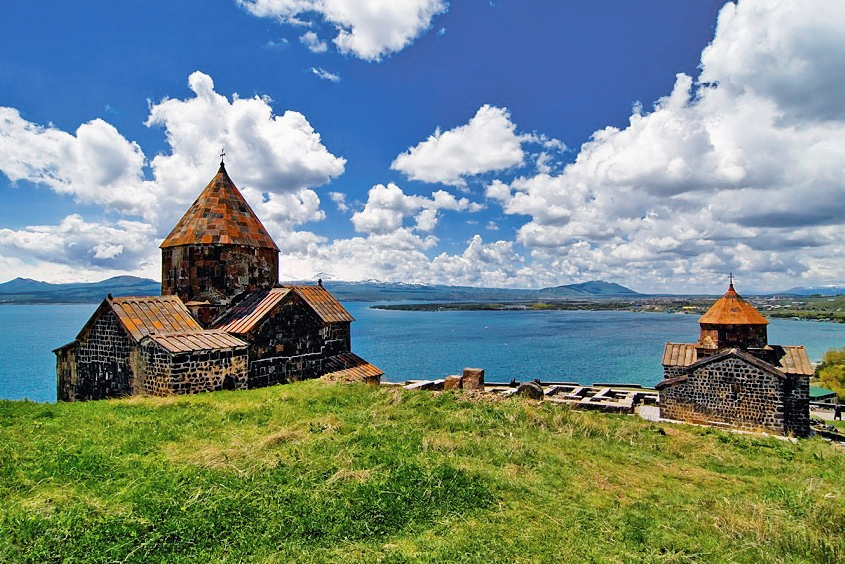
A Szeván-kolostor 9. századi templomai
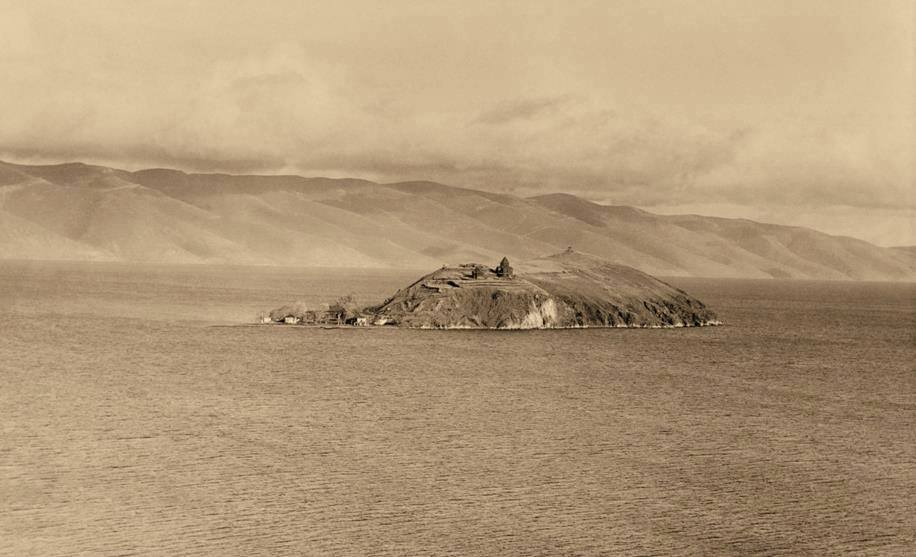
A Szeván-sziget a tó lecsapolásának megkezdése előtt 1937-ben
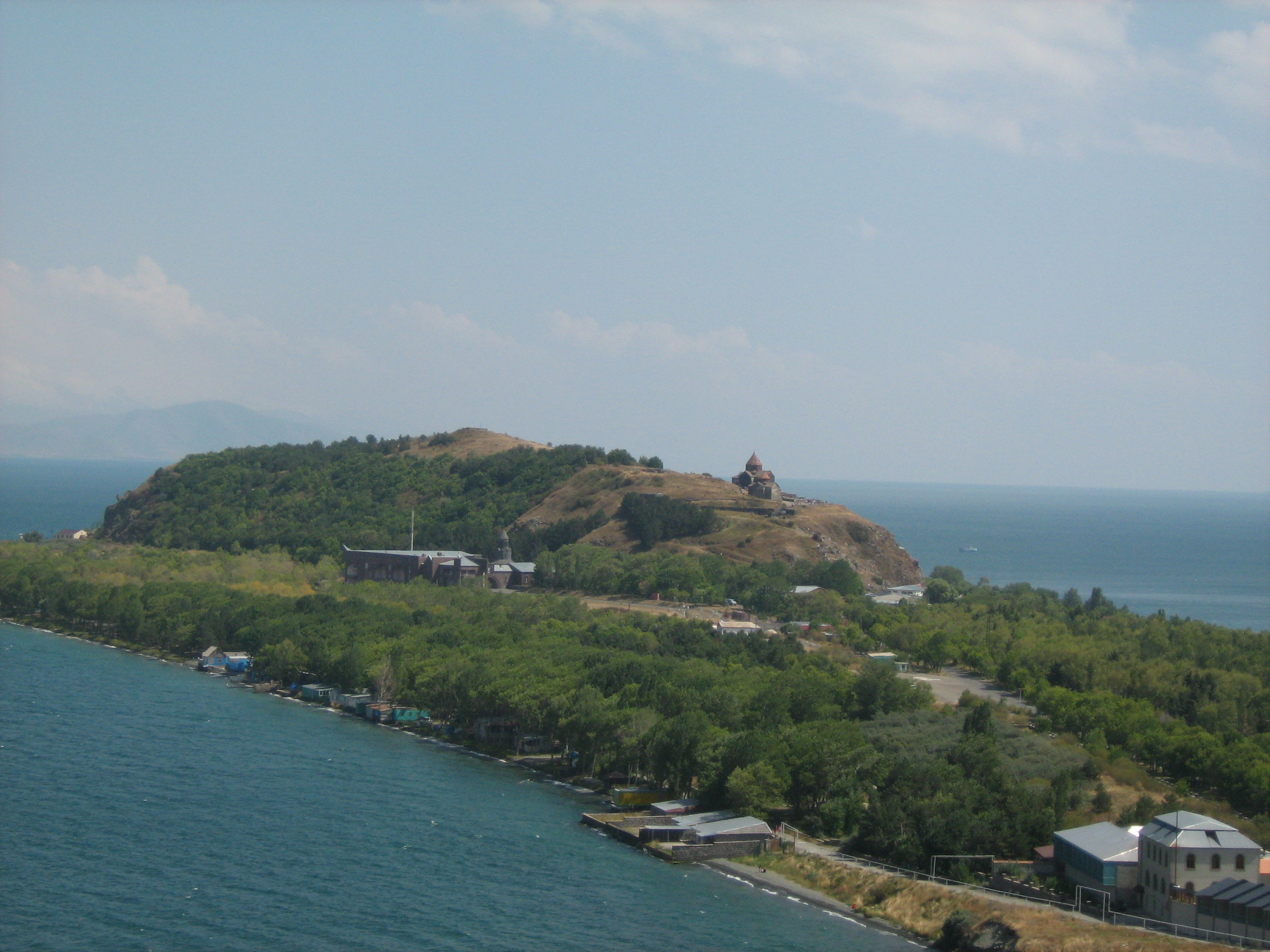
A jelenlegi Szeván-félsziget
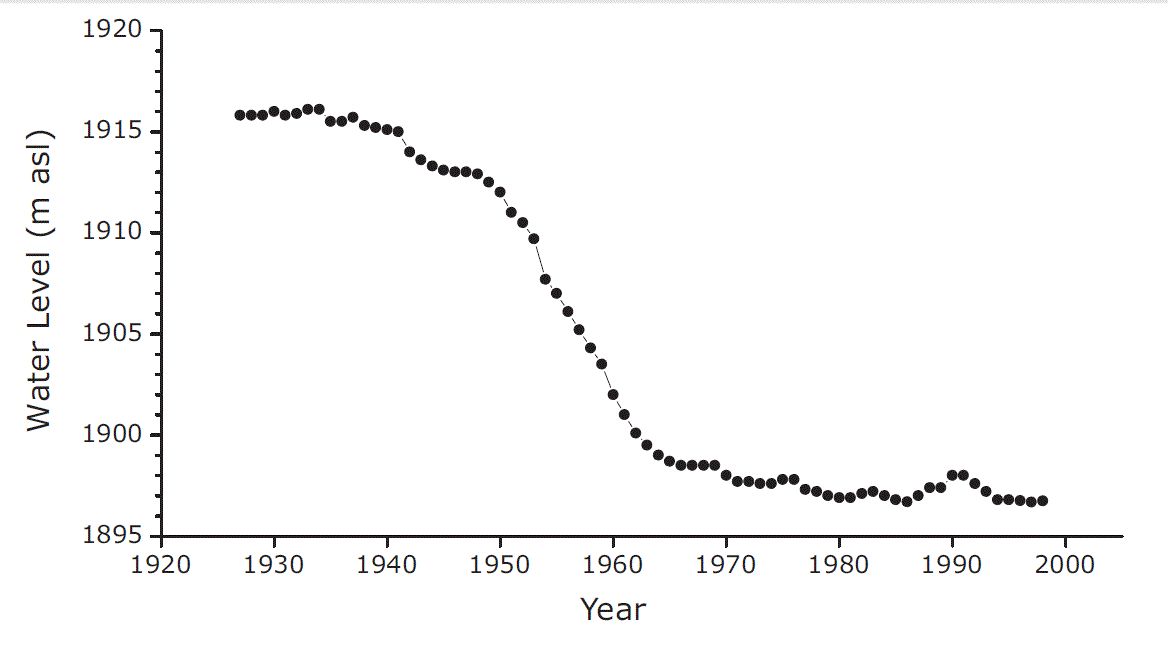
A tó vízszintjének változása a 20. században
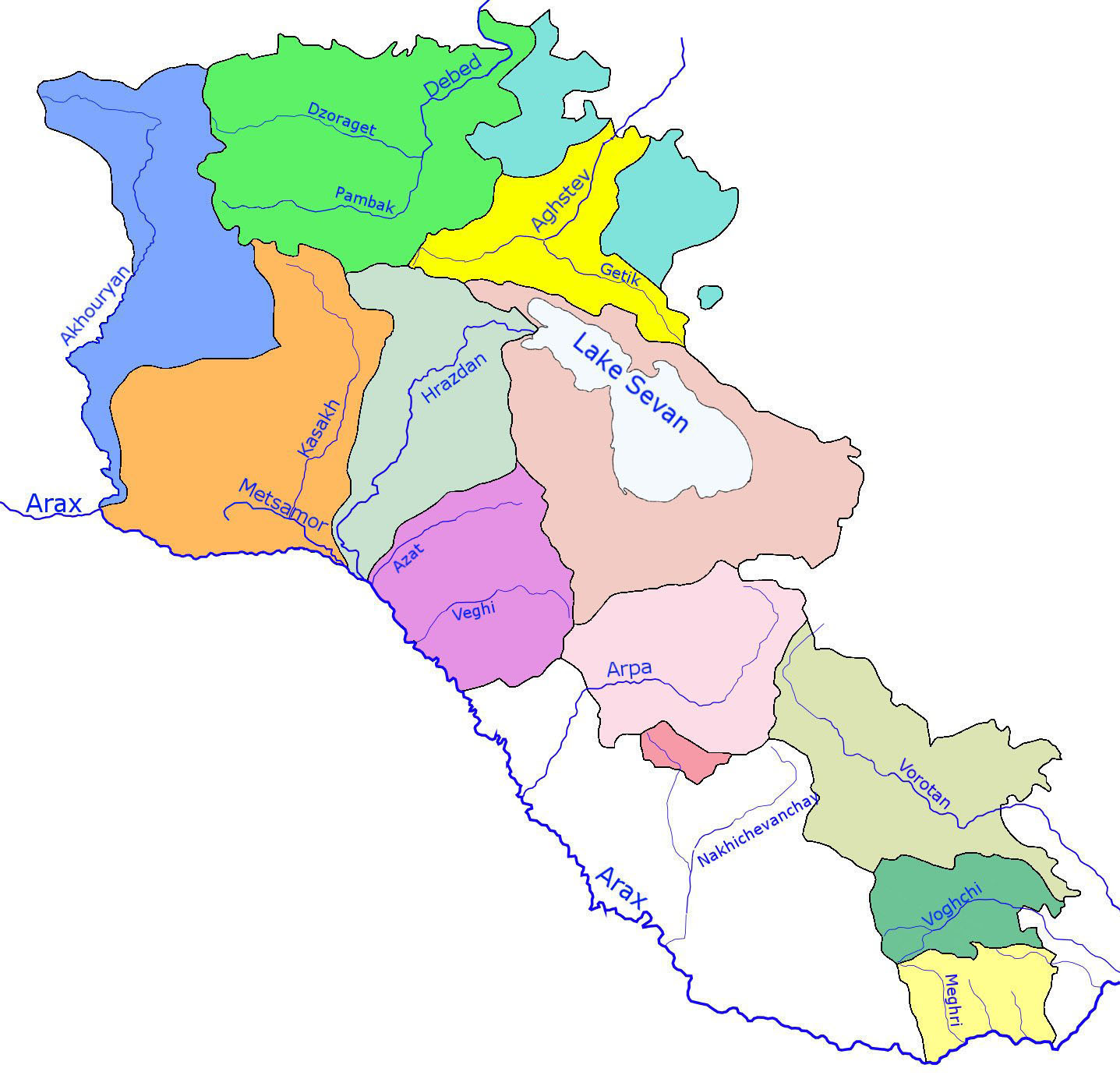
Örményország jelentősebb folyóinak vízgyűjtő területei

## Fordítás
- Ez a szócikk részben vagy egészben  a   Sewansee című német Wikipédia-szócikk ezen változatának fordításán alapul.  Az eredeti cikk szerkesztőit annak laptörténete sorolja fel. Ez a jelzés csupán a megfogalmazás eredetét és a szerzői jogokat jelzi, nem szolgál a cikkben szereplő információk forrásmegjelöléseként.
- Ez a szócikk részben vagy egészben  a   Lake Sevan című angol Wikipédia-szócikk ezen változatának fordításán alapul.  Az eredeti cikk szerkesztőit annak laptörténete sorolja fel. Ez a jelzés csupán a megfogalmazás eredetét és a szerzői jogokat jelzi, nem szolgál a cikkben szereplő információk forrásmegjelöléseként.